# بابی براون (بازیکن فوتبال، زاده ۱۹۲۳)
بابی براون (انگلیسی: Bobby Brown; ۱۹ مارس ۱۹۲۳ – ۱۵ ژانویهٔ ۲۰۲۰) بازیکن  و مربی فوتبال اهل اسکاتلند بود.
از باشگاه‌هایی که در آن بازی کرده است می‌توان به باشگاه فوتبال کویینز پارک، باشگاه فوتبال فالکیرک و باشگاه فوتبال رنجرز اشاره کرد.
وی همچنین در تیم ملی فوتبال اسکاتلند بازی کرده است.